# GOLDEN J-POP/THE BEST キャンディーズ
『GOLDEN J-POP/THE BEST キャンディーズ』（ゴールデン・ジェイ‐ポップ・ザ・ベスト キャンディーズ）は、キャンディーズのベスト・アルバム。1997年11月21日発売。発売元はSMEJ。規格品番はSRCL-4119/20。

## 解説
1970年代に活動をして人気を得た女性アイドルグループ、キャンディーズのCD-DA2枚組ベスト・アルバムである。収録内容の内訳は、下記の通り。

## 詳細事項
- ディスク1は、活動中に発売されたすべてのシングルレコードA面曲を網羅。加えて解散後にレコード会社が発売したシングル「つばさ」（06SH-416）と、歌手デビュー後初めてのスタジオ・アルバム『あなたに夢中〜内気なキャンディーズ〜』（1973年12月5日発売：SOLL-56）に収録された自己紹介ソング「キャンディーズ」が追加収録された。

- ディスク2は、本ベスト・アルバム発売日時点でCD化の進んでいなかったスタジオ・アルバムに収録された楽曲やライブ音源、シングルレコードB面曲を中心に収録。アルバム『早春譜』（1978年3月21日発売：38AH-406/7）に収録されたメンバー3人（伊藤蘭・田中好子・藤村美樹）が手がけた楽曲も収録された。
- 歌詞ブックレットの表紙と裏表紙にはそれぞれ、36分割のマスひとつずつに3人の写真が使用されている。ブックレット内にもフォトを2ページ掲載。歌詞はピンク地に白抜き文字で統一されている。音源は、SBM（SuperBitMapping）という、ソニーが持つ技術のフォーマットでリマスタリング収録されたため、高音質になった。また、「SBM」に関する詳細も歌詞ブックレット巻末やCD帯に掲載されている。

## 収録曲

### Disc 1
1. キャンディーズ（2:41）
  - 作詞：山上路夫、作曲・編曲：宮川泰
  - アルバム『あなたに夢中〜内気なキャンディーズ〜』（1973年12月5日発売：SOLL-56）収録曲
2. あなたに夢中（3:10）
  - 作詞：山上路夫、作曲：森田公一、編曲：竜崎孝路
3. そよ風のくちづけ（3:03）
  - 作詞：山上路夫、作曲：森田公一、編曲：穂口雄右
4. 危い土曜日（3:10）
  - 作詞：安井かずみ、作曲：森田公一、編曲：竜崎孝路
5. なみだの季節（3:43）
  - 作詞：千家和也、作曲・編曲：穂口雄右
6. 年下の男の子（3:29）
  - 作詞：千家和也、作曲・編曲：穂口雄右
7. 内気なあいつ（3:17）
  - 作詞：千家和也、作曲・編曲：穂口雄右
8. その気にさせないで（3:32）
  - 作詞：千家和也、作曲・編曲：穂口雄右
9. ハートのエースが出てこない（3:06）
  - 作詞：竜真知子、作曲：森田公一、編曲：竜崎孝路
10. 春一番（3:20）
  - 作詞・作曲・編曲：穂口雄右
11. 夏が来た!（3:16）
  - 作詞・作曲・編曲：穂口雄右
12. ハート泥棒（3:30）
  - 作詞：林春生、作曲：すぎやまこういち、編曲：船山基紀
13. 哀愁のシンフォニー（3:44）
  - 作詞：なかにし礼、作曲：三木たかし、編曲：馬飼野康二
14. やさしい悪魔（3:36）
  - 作詞：喜多条忠、作曲：吉田拓郎、編曲：馬飼野康二
15. 暑中お見舞い申し上げます（2:58）
  - 作詞：喜多条忠、作曲：佐瀬壽一、編曲：馬飼野康二
16. アン・ドゥ・トロワ（3:37）
  - 作詞：喜多条忠、作曲：吉田拓郎、編曲：馬飼野康二
17. わな（3:19）
  - 作詞：島武実、作曲・編曲：穂口雄右
18. 微笑がえし（4:34）
  - 作詞：阿木燿子、作曲・編曲：穂口雄右
19. つばさ（4:46）
  - 作詞：伊藤蘭、作曲・編曲：渡辺茂樹

### Disc 2
1. Moonlight（3:50）
  - 作詞：伊藤蘭、作曲：伊藤蘭・渡辺茂樹、編曲：いしだかつのり
  - アルバム『早春譜』（1978年3月21日発売：38AH-406/7）収録曲
2. 悲しみのヒロイン（6:39）
  - 作詞：伊藤蘭、作曲：伊藤蘭・西村耕次、編曲：田辺信一
  - アルバム『早春譜』収録曲
3. For Freedom（4:03）
  - 作詞：藤村美樹、作曲：藤村美樹・渡辺茂樹、編曲：穂口雄右
  - アルバム『早春譜』収録曲
4. あこがれ（6:31）
  - 作詞：藤村美樹、作曲：藤村美樹・渡辺茂樹、編曲: 渡辺茂樹
  - アルバム『早春譜』収録曲
5. 私の彼を紹介します（2:38）
  - 作詞：田中好子、作曲：田中好子・西慎嗣、編曲：いしだかつのり
  - アルバム『早春譜』収録曲
6. 季節の別れ（4:17）
  - 作詞：田中好子、作曲：田中好子・西慎嗣、編曲：田辺信一
  - アルバム『早春譜』収録曲
7. あなたに夢中（ライブバージョン）（2:21）
  - 作詞：山上路夫、作曲：森田公一、編曲：渡辺茂樹
  - ライブ・アルバム『Candies' Carnival For 10,000 People』（1975年12月21日発売：SOLL-202）収録曲
8. 悲しきためいき（ライブバージョン）（2:38）
  - 作詞：山上路夫、作曲：宮川泰、編曲：渡辺茂樹
  - ライブ・アルバム『Candies' Carnival For 10,000 People』収録曲
9. プラウド・メアリー（ライブバージョン）（2:20）
  - 作詞・作曲：J.Forgerty、訳詞：竜真知子、編曲：渡辺茂樹、原曲歌唱：Creedence Clearwater Revival
  - ライブ・アルバム『Candies' Carnival For 10,000 People』収録曲
10. ふたりのラヴ・ソング（4:04）
  - 作詞・作曲：S.Easton、訳詞：森雪之丞、編曲：馬飼野康二、原曲歌唱：Steve Eaton、The Carpenters
  - アルバム『Candy Label』（1977年9月1日発売：30AH-247）収録曲。直後にシングル「アン・ドゥ・トロワ」（1977.9.21）のB面としてリカットされた。
11. オレンジの海（3:22）
  - 作詞：喜多条忠、作曲・編曲：穂口雄右
  - シングル「暑中お見舞い申し上げます」（1977年6月21日発売：06SH-163）B面曲
12. あなたのイエスタディ（3:57）
  - 作詞：喜多条忠、作曲：吉田拓郎、編曲：馬飼野康二
  - シングル「やさしい悪魔」（1977年3月1日発売：06SH-128）B面曲
13. 別れても愛して（4:00）
  - 作詞：なかにし礼、作曲・編曲：三木たかし
  - シングル「哀愁のシンフォニー」（1976年11月21日発売：06SH-92）B面曲
14. 今がチャンスです（3:43）
  - 作詞：林春生、作曲：すぎやまこういち、編曲：あかのたちお
  - シングル「ハート泥棒」（1976年9月1日発売：06SH-54）B面曲
15. ご機嫌いかが（3:09）
  - 作詞：森雪之丞、作曲・編曲：馬飼野康二
  - シングル「夏が来た!」（1976年5月31日発売：06SH-12）B面曲
16. 二人だけの夜明け（3:06）
  - 作詞：竜真知子、作曲：宮本光雄、編曲：竜崎孝路
  - シングル「春一番」（1976年3月1日発売：SOLB-388）B面曲
17. 冬の窓（3:15）
  - 作詞：竜真知子、作曲：森田公一、編曲：竜崎孝路
  - シングル「ハートのエースが出てこない」（1975年12月5日発売：SOLB-348）B面曲
18. 恋の病気（3:30）
  - 作詞：千家和也、作曲・編曲：穂口雄右
  - シングル「内気なあいつ」（1975年6月1日発売：SOLB-274）B面曲
19. I Believe in Music（ライブバージョン）（6:21）
  - 作詞・作曲：Mac Davis、訳詞：沢田研二、編曲：渡辺茂樹、原曲歌唱：Mac Davis
  - ライブ・アルバム『Candies' Carnival For 10,000 People』収録曲

## 関連作品
- GOLDEN☆BEST キャンディーズ
- GOLDEN J-POP/THE BEST シリーズ

南沙織 - GOLDEN J-POP/THE BEST 南沙織
山口百恵 - GOLDEN J-POP/THE BEST 山口百惠
SHŌGUN - GOLDEN J-POP/THE BEST SHŌGUN
太田裕美 - GOLDEN J-POP/THE BEST 太田裕美
南野陽子 - GOLDEN J-POP/THE BEST 南野陽子